# Politoys FX3
Der Politoys FX3 war ein Rennwagen des britischen Formel-1-Teams Frank Williams Racing Cars, eines Vorläufers des heutigen Teams Williams F1. Es war das erste Auto, das ein von Frank Williams geführter Rennstall eigenverantwortlich konstruierte; mit ihm wurde das Williams-Team von einem Kundenteam zu einem Konstrukteur. Der Wagen wurde in seiner ursprünglichen Version einmal bei einem Weltmeisterschaftslauf in der Automobil-Weltmeisterschaft 1972 eingesetzt. 1973 erschien das Auto bei mehreren Rennen unter der Bezeichnung Iso-Marlboro FX3B.

## Hintergrund
Der ehemalige Rennfahrer und Rennwagenhändler Frank Williams gründete 1968 ein eigenes Motorsportteam, das zunächst in der Formel 2 und ab 1969 auch in der Formel 1 antrat. In den ersten Jahren war Williams ein reines Kundenteam: In der Debütsaison setzte der Rennstall in der Formel 1 einen gebrauchten Brabham BT23C ein, 1970 einen von De Tomaso konstruierten Wagen, und 1971 kamen die Fahrzeuge von March (701 und 711) zum Einsatz.
1971 wurde die Formula One Constructors Association (FOCA) gegründet, ein Zusammenschluss der Konstrukteure von Formel-1-Fahrzeugen. Die Mitgliedschaft, die an die Herstellung eigener Rennwagen geknüpft und Kundenteams somit verwehrt war, brachte einige organisatorische und finanzielle Vorteile. Hierzu gehörte insbesondere die Übernahme von Reisekosten. Seit Gründung der FOCA verfolgte Frank Williams das Ziel, ihr mit seinem Team beizutreten. Dafür musste Williams vom Kundenteam zum Konstrukteur werden. Die mit dem Bau eines eigenen Autos verbundenen Kosten ließen sich nur mit finanzieller Unterstützung eines Sponsors tragen. Im Herbst 1971 war dieser gefunden: Williams einen Vertrag mit dem italienischen Modellautohersteller Politoys ab, der den Bau eines eigenen Autos mit einer Einmalzahlung in Höhe von 40.000 £ unterstützte. Politoys wurde im Gegenzug Namenssponsor des Fahrzeugs.
Das Williams-Team, das keine Erfahrung mit der Konstruktion von Rennwagen hatte, benötigte deutlich länger als erwartet, um den ersten Wagen fertigzustellen. Das ursprünglich geplante Einsatz im Herbst 1971 musste um mehr als sechs Monate verschoben werden. Als wesentlicher Grund für die Verzögerung wird zumeist angeführt, dass Williams die Konstrukteure nur schlecht und unregelmäßig bezahlt habe. Infolge eines Unfalls kam der Wagen 1972 nur einmal zu einem Weltmeisterschaftseinsatz. Mit Beginn der Saison 1973 wurde der italienische Sportwagenhersteller Iso Rivolta Williams’ Hauptsponsor. Für die ersten Rennen des Jahres verwendete Williams den FX3 erneut, bevor er im Frühjahr 1973 durch Neukonstruktionen ersetzt wurden.

## Technik
Der FX3 war eine Konstruktion von Len Bailey, Maurice Gomm leitete den Aufbau des Fahrzeugs. Es handelte sich um einen „unkomplizierten Wagen mit konventioneller Aufhängung“. Das Monocoque bestand aus Aluminium. Es hatte ein sogenanntes Coke-Bottle-Design, war also in der Mitte enger als am vorderen und am hinteren Ende. Die vordere Aufhängung bestand aus Doppelquerlenkern. Hinten befanden sich zwei Querstreben. Als Antrieb dienten DFV-Achtzylindermotoren von Cosworth. Die Kraftübertragung erfolgte über ein manuelles Fünfganggetriebe von Hewland (Typ FG 400). Das Leergewicht des Wagens wurde mit 580 kg angegeben.
Im Herbst 1972 kam der ehemalige Brabham-Konstrukteur Ron Tauranac vorübergehend zum Team. Er begleitete die Arbeit an den Autos zeitweise und veranlasste im Hinblick auf die Renneinsätze 1973 einige Detailänderungen.

## Produktion
Williams produzierte zwei Exemplare des FX3. Beide Autos verblieben im Team. Sie wurden nicht an Kundenteams verkauft.
- Das erste Chassis (FX3/1) entstand im Frühjahr 1972. Nach einem Crash beim Debütrennen verzichtete das Team auf einen sofortigen Wiederaufbau des Wagens. Die Mechaniker stellten das Auto im Laufe der folgenden Monate unter der Leitung Tauranacs nach und nach wieder her, sodass er im Oktober 1972 wieder einsatzbereit war.
- Das zweite Chassis (FX3/2) wurde im Winter 1972/73 aufgebaut. Es debütierte als FX3B Anfang 1973.

## Renneinsätze

### 1972

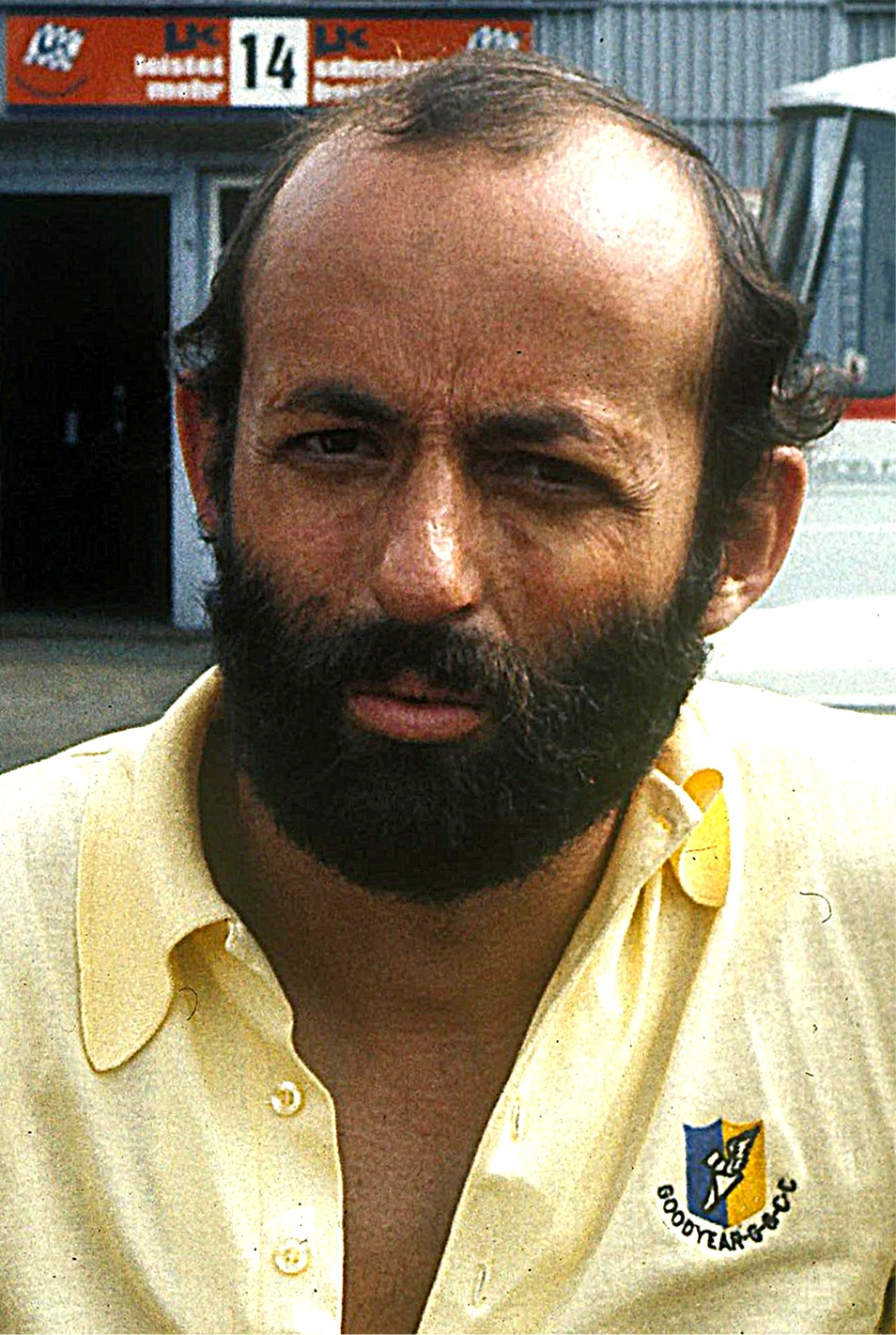
Beschädigte den FX3 bei seinem ersten Einsatz: Henri Pescarolo

In der Formel-1-Saison 1972 trat Frank Williams’ Team unter dem Namen Team Williams Motul an. Stammfahrer waren Henri Pescarolo und Carlos Pace. Das Team setzte im Laufe der Saison regelmäßig einen March 721 für Pescarolo und einen March 711 für Pace ein.
Der erste Politoys FX3 (FX3/1) war zum Großen Preis von Großbritannien einsatzbereit. Das Auto wurde für Pescarolo gemeldet. Der Franzose qualifizierte sich mit einem Rückstand von 5,2 Sekunden auf die Pole-Zeit für den 26. und letzten Startplatz. Im Rennen legte er sieben Runden zurück. In der achten Runde kam Pescarolo von der Strecke ab und kollidierte mit der Seitenbegrenzung. Zu den Ursachen für den Unfall gibt es unterschiedliche Darstellungen. Einige Berichte knüpfen an eine angebliche Unfallträchtigkeit Pescarolos an und gehen davon aus, dass auch in Brands Hatch ein Fahrfehler des Franzosen zu dem Ausfall geführt habe. Andere Beobachter nehmen einen Technikdefekt an („Offenbar war etwas gebrochen“). Infolge der Kollision war das Auto so stark beschädigt, dass es zunächst nicht weiter genutzt werden konnte. Aus finanziellen Gründen verzichtete Williams auf einen sofortigen Wiederaufbau. Stattdessen meldete das Team für den Rest der Saison den March 721 für Pescarolo.
Nach dem Wiederaufbau des FX3/1 meldete Williams das Auto für Chris Amon zum World Champion Victory Race, einem Formel-1-Rennen ohne Weltmeisterschaftsstatus, das am 22. Oktober 1972 in Brands Hatch abgehalten wurde. Im Qualifikationstraining lag Amon 5,8 Sekunden hinter der Bestzeit. Damit erreichte er den 20. Startplatz. Im Rennen fiel er nach 32 Runden infolge eines Motorschadens aus.

### 1973
1973 trat das Team unter der Bezeichnung Frank Williams Racing Cars an. Nanni Galli fuhr bei zwei Weltmeisterschaftsläufen die B-Version des ersten, im Vorjahr hergestellten FX3. Beim Auftaktrennen in Argentinien stand er auf dem 16. Platz der Startaufstellung. Bereits am Start fiel der Motor aus, sodass Galli das Rennen gar nicht aufnehmen konnte. Beim folgenden Rennen in Brasilien ging er von Platz 18 aus ins Rennen und wurde mit zwei Runden Rückstand Neunter. Für das dritte Saisonrennen in Südafrika meldete Williams anstelle Gallis den lokalen Rennfahrer Jackie Pretorius. Von Platz 24 aus startend, legte Pretorius 32 Runden zurück, bevor ein überhitzter Motor zur vorzeitigen Aufgabe zwang. Das beste Ergebnis des FX3/1 erzielte Tony Trimmer im März 1973, als er beim Race of Champions in Brands Hatch Vierter wurde. Das Rennen hatte allerdings keinen Weltmeisterschaftsstatus, sodass das Ergebnis keine Punkte für die Konstrukteurswertung brachte. Nach diesem Rennen wurde der FX3/1 nicht mehr verwendet; das Team ersetzte ihn durch den neu konstruierten Iso-Marlboro IR1.
Das zweite, neu aufgebaute FX3-Chassis wurde 1973 von Howden Ganley gefahren. Ganley kam dreimal ins Ziel; sein bestes Ergebnis war der siebte Platz beim Rennen in Brasilien. Er fuhr den FX3 auch beim Race of Champions und im April 1973 bei der BRDC International Trophy; beide Male fiel er vorzeitig aus. Danach wurde auch der zweite FX3 stillgelegt.

## Rennergebnisse (Formel-1-Weltmeisterschaftsläufe)
| Fahrer                           | Chassis                          | 1   | 2 | 3   | 4 | 5 | 6 | 7   | 8 | 9 | 10 | 11 | 12 | 13 | 14 | 15 | Punkte | Rang |
| -------------------------------- | -------------------------------- | --- | - | --- | - | - | - | --- | - | - | -- | -- | -- | -- | -- | -- | ------ | ---- |
| Automobil-Weltmeisterschaft 1972 | Automobil-Weltmeisterschaft 1972 |     |   |     |   |   |   |     |   |   |    |    |    |    |    |    | 0      | -    |
| H. Pescarolo                     | Politoys FX3                     |     |   |     |   |   |   | DNF |   |   |    |    |    |    |    |    | 0      | -    |
| Automobil-Weltmeisterschaft 1973 | Automobil-Weltmeisterschaft 1973 |     |   |     |   |   |   |     |   |   |    |    |    |    |    |    | 0      | -    |
| H. Ganley                        | Iso-Marlboro FX3B                | NC  | 7 | 10  |   |   |   |     |   |   |    |    |    |    |    |    | 0      | -    |
| N. Galli                         | Iso-Marlboro FX3B                | DNF | 9 |     |   |   |   |     |   |   |    |    |    |    |    |    | 0      | -    |
| J. Pretorius                     | Iso-Marlboro FX3B                |     |   | DNF |   |   |   |     |   |   |    |    |    |    |    |    | 0      | -    |

| Legende  | Legende            | Legende                                                          |
| Farbe    | Abkürzung          | Bedeutung                                                        |
| -------- | ------------------ | ---------------------------------------------------------------- |
| Gold     | –                  | Sieg                                                             |
| Silber   | –                  | 2. Platz                                                         |
| Bronze   | –                  | 3. Platz                                                         |
| Grün     | –                  | Platzierung in den Punkten                                       |
| Blau     | –                  | Klassifiziert außerhalb der Punkteränge                          |
| Violett  | DNF                | Rennen nicht beendet (did not finish)                            |
| Violett  | NC                 | nicht klassifiziert (not classified)                             |
| Rot      | DNQ                | nicht qualifiziert (did not qualify)                             |
| Rot      | DNPQ               | in Vorqualifikation gescheitert (did not pre-qualify)            |
| Schwarz  | DSQ                | disqualifiziert (disqualified)                                   |
| Weiß     | DNS                | nicht am Start (did not start)                                   |
| Weiß     | WD                 | zurückgezogen (withdrawn)                                        |
| Hellblau | PO                 | nur am Training teilgenommen (practiced only)                    |
| Hellblau | TD                 | Freitags-Testfahrer (test driver)                                |
| ohne     | DNP                | nicht am Training teilgenommen (did not practice)                |
| ohne     | INJ                | verletzt oder krank (injured)                                    |
| ohne     | EX                 | ausgeschlossen (excluded)                                        |
| ohne     | DNA                | nicht erschienen (did not arrive)                                |
| ohne     | C                  | Rennen abgesagt (cancelled)                                      |
| ohne     | keine WM-Teilnahme |                                                                  |
| sonstige | P/fett             | Pole-Position                                                    |
| sonstige | 1/2/3/4/5/6/7/8    | Punktplatzierung im Sprint-/Qualifikationsrennen                 |
| sonstige | SR/kursiv          | Schnellste Rennrunde                                             |
| sonstige | *                  | nicht im Ziel, aufgrund der zurückgelegten Distanz aber gewertet |
| sonstige | ()                 | Streichresultate                                                 |
| sonstige | unterstrichen      | Führender in der Gesamtwertung                                   |